# Rita Mae Brown

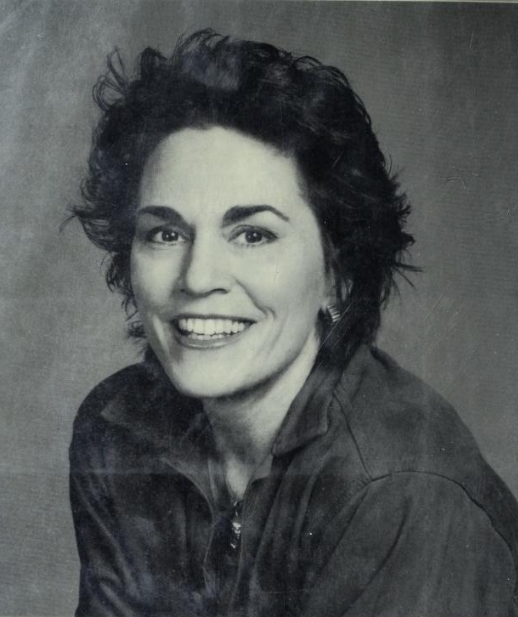
Rita Mae Brown (um 1998)

Rita Mae Brown (* 28. November 1944 in Hanover, Pennsylvania) ist eine US-amerikanische Schriftstellerin und frühere Aktivistin in der lesbischen Frauenbewegung der USA. Zu Beginn ihrer schriftstellerischen Laufbahn verfasste sie vor allem feministische Bücher, seit Anfang der 1990er Jahre sind es vor allem Kriminalromane, obschon auch noch andersgeartete Werke erscheinen.

## Leben
Rita Mae Brown wurde als uneheliches Kind in Hanover, Pennsylvania geboren und bald nach ihrer Geburt von Verwandten ihrer leiblichen Mutter adoptiert. Bis ihre Familie im Sommer 1955 nach Fort Lauderdale, Florida umsiedelte, wuchs Brown in York, Pennsylvania auf. Sie studierte an der University of Florida und in New York Anglistik und Kinematographie. Sie war aktiv in der Frauenbewegung; 1970 war sie eine der Begründerinnen der Radicalesbians. (Zu ihrer Rolle in deren Vorgeschichte siehe Lavender Menace.)
Berühmt wurde sie mit Rubinroter Dschungel und nicht zuletzt durch ihre Kriminalromane mit der Tigerkatze Sneaky Pie Brown als Koautorin. Auf Deutsch sind inzwischen 24 Romane über die Abenteuer der Tigerkatze Mrs. Murphy, ihrer Freundin, der Hündin Tee Tucker und ihr Frauchen Mary Minor Haristeen, genannt Harry, erschienen. Außerdem gibt es eine Verfilmung unter dem Titel „Detektiv auf Samtpfoten“. Die Handlung spielt in Crozet, Virginia. Zu ihren Romanen fiel Reclams Krimi-Lexikon lediglich folgende ambivalente Charakterisierung ein: „Katzen sind Erkennungszeichen lesbischer Krimiautorinnen bzw. -heldinnen, ähnlich wie Kriminalhauptkommissare gerne Pfeife rauchen.“
Rita Mae Brown führte Beziehungen mit Martina Navrátilová (die sie in ihrem Roman Die Tennisspielerin aufarbeitete), der Schriftstellerin Fannie Flagg und der Politikerin Elaine Noble.
Rita Mae Brown lebt als Schriftstellerin und Drehbuchautorin auf einer Farm in Charlottesville, Virginia.

## Werke

### "Zusammen mit ihrer KatzeSneaky Pie Brown"
The Mrs. Murphy Mysteries
(ins Deutsche übersetzt von Margarete Längsfeld)
- Schade, dass du nicht tot bist (1. Wish You Were Here, 1990, ISBN 978-0-553-28753-0) Rowohlt, Reinbek 1992, ISBN 978-3-498-00551-1
- Ruhe in Fetzen (2. Rest in pieces, 1992, ISBN 978-0-553-56239-2), Rowohlt, Reinbek 1994, ISBN 978-3-498-00572-6
- Mord in Monticello (3. Murder at Monticello, 1994, ISBN 978-0-553-57235-3), Rowohlt, Reinbek 1996, ISBN 978-3-498-00585-6
- Virus im Netz (4. Pay dirt, 1995, ISBN 978-0-553-57236-0), Rowohlt, Reinbek 1997, ISBN 978-3-498-00586-3
- Herz Dame sticht (5. Murder, she meowed, 1996, ISBN 978-0-553-57237-7), Rowohlt, Reinbek 1998, ISBN 978-3-498-00593-1
- Tödliches Beileid (6. Murder on the prowl, 1998, ISBN 978-0-553-57540-8), Rowohlt, Reinbek 1999, ISBN 978-3-498-00597-9
- Die Katze riecht Lunte (7. Cat on the scent, 1999, ISBN 978-0-553-57541-5), Rowohlt, Reinbek 2000, ISBN 978-3-498-00610-5
- Rache auf leisen Pfoten (8. Pawing through the past, 2000, ISBN 978-0-553-58025-9), Ullstein, 2001, ISBN 978-3-550-08335-8
- Mord auf Rezept (9. Claws and effect, 2001, ISBN 978-0-553-58090-7), Ullstein, 2002, ISBN 978-3-550-08354-9
- Die Katze lässt das Mausen nicht (10. Catch as cat can, 2002, ISBN 978-0-553-58028-0), Ullstein, 2002, ISBN 978-3-550-08406-5
- Maus im Aus (11. The tail of the tip-off, 2003, ISBN 978-0-553-58285-7), Ullstein, 2004, ISBN 978-3-550-08454-6
- Die Katze im Sack (12. Whisker of evil, 2004, ISBN 978-0-553-58286-4), Ullstein, 2005, ISBN 978-3-550-08609-0
- Da beißt die Maus keinen Faden ab (13. Cat's eyewitness, 2005, ISBN 978-0-553-58287-1), Ullstein, 2006, ISBN 978-3-550-08634-2
- Die kluge Katze baut vor (14. Sour puss, 2006, ISBN 978-0-553-58681-7), Ullstein, 2007, ISBN 978-3-550-08644-1
- Eine Maus kommt selten allein (15. Puss 'n cahoots, 2007, ISBN 978-0-553-58682-4), Ullstein, 2008, ISBN 978-3-550-08685-4
- Mit Speck fängt man Mäuse (16. The purrfect murder, 2008, ISBN 978-0-553-58683-1), Ullstein, 2009, ISBN 978-3-550-08759-2
- Die Weihnachtskatze (17. Santa clawed, 2008, ISBN 978-0-553-80706-6), Ullstein Hc, 2010 (Geb. Ausgabe), ISBN 978-3-550-08760-8
- Die Geburtstagskatze (18. Cat of the Century, 2010, ISBN 978-0-553-80707-3), Ullstein, ISBN 978-3-550-08858-2
- Mausetot (19. Hiss of death, 2011, ISBN 978-0-553-80708-0), Ullstein, ISBN 3-550-08859-0
- Vier Mäuse und ein Todesfall (20. The big cat nap, 3. April 2012, ISBN 978-0-345-53044-8), Ullstein, 2014, ISBN 978-3-550-08058-6
- Für eine Handvoll Mäuse (21. The litter of the law, 22. Oktober 2013, ISBN 978-0-345-53048-6), Ullstein, 2015, ISBN 978-3-550-08090-6
- Morgen, Katze, wird's was geben (22.Nine lives to die, 24. Juni 2014, ISBN 978-0-345-53050-9), List, Berlin 2016, ISBN 978-3-471-35141-3
- Ist die Katze aus dem Haus (23. Tail gait, 26. Mai 2015, ISBN 978-0-553-39236-4), List, Berlin 2018, ISBN 978-3-471-35152-9
- Die Maus zum Gärtner machen (24. Tall tail, 17. Mai 2016, ISBN 978-0-553-39246-3), List, Berlin 2019, ISBN 978-3-471-35176-5
- (25. A hiss before dying, 30. Mai 2017, ISBN 978-0-553-39249-4) Noch nicht auf Deutsch erschienen.
- (26. Probable claws, 29. Mai 2018, ISBN 978-0-425-28715-6) Noch nicht auf Deutsch erschienen.
- (27. Whiskers in the dark, 4. Juni 2019, ISBN 978-0-425-28718-7) Noch nicht auf Deutsch erschienen.
- (28. Furmidable Foes, 20. April 2021, ISBN 978-0-593-13005-6) Noch nicht auf Deutsch erschienen.
- (29. Claws for Alarm, 12. Oktober 2021, ISBN 978-0-593-13009-4) Noch nicht auf Deutsch erschienen.
- (30. Hiss and Tell, 28. März 2023, ISBN 978-0-593-35754-5) Noch nicht auf Deutsch erschienen.
- (31. Feline Fatale, 16. April 2024, ISBN 978-0-593-35763-7) Noch nicht auf Deutsch erschienen.

Außerdem:
- Sneaky Pie for President (30. Juli 2013, ISBN 978-0-345-53047-9) Kein Mrs. Murphy-Krimi; noch nicht auf Deutsch erschienen.
- Sneaky Pies Katzenkochbuch (Sneaky Pie's Cookbook for Mystery Lovers, 4. Mai 1999, ISBN 978-0-307-57397-1), Ullstein, 2002, ISBN 978-3-548-25430-2

### Sister Jane
- Ausgefuchst (Outfoxed, 2000), Ullstein, 2006, ISBN 978-3-548-26450-9
- Auf heißer Fährte (Hotspur, 2002), Ullstein, 2007, ISBN 978-3-550-08702-8
- Fette Beute (Full Cry, 2003), Ullstein, 2008, ISBN 978-3-550-08739-4
- Dem Fuchs auf den Fersen (The Hunt Ball, 2005), Ullstein, 2009, ISBN 3-550-08761-6
- Mit der Meute jagen (The Hounds and the Fury, 2006), Ullstein, 2010, ISBN 978-3-548-28326-5
- Schlau wie ein Fuchs (The Tell-Tale Horse, 2007), Ullstein, März 2012, ISBN 978-3-548-28446-0
- (Hounded to Death, 2008)

### Sonstige
- Rubinroter Dschungel (Rubyfruit Jungle, 1973)
- Goldene Zeiten (In Her Day, 1976)
- Jacke wie Hose (Six of One, 1978)
- Wie du mir, so ich dir (Southern Discomfort, 1982)
- Die Tennisspielerin (Sudden Death, 1983)
- Herzgetümmel (High Hearts, 1986)
- Bingo (Bingo, 1988)
- Venusneid (Venus Envy, 1993)
- Dolley (Dolley: A Novel of Dolley Madison in Love and War, 1994)
- Galopp ins Glück (Riding Shotgun, 1997), Rowohlt, Reinbek bei Hamburg 1997, ISBN 3-498-00594-4
- Rubinrote Rita (Rita Will. Memoir of a Literary Rabble-Rouser, 1997), Rowohlt, Reinbek bei Hamburg 1998, ISBN 3-498-00606-1
- Böse Zungen (Loose Lips, 1999)
- Alma Mater (Alma Mater, 2001)
- Die  Sandburg (The Sand Castle, 2008), Mare, Hamburg 2007, ISBN 978-3-86648-061-2

Nur auf Englisch erhältlich:
- The Plain Brown Rapper (Feministische Essays)
- Don’t Open the Door (Drehbuch, 1982 verfilmt als The Slumber Party Massacre)
- Starting from Scratch
- Poems
- A Nose for Justice, Ballantine Books, 2010